# North Stanwood (Washington)
North Stanwood es un lugar designado por el censo ubicado en el condado de Snohomish en el estado estadounidense de Washington. En el año 2000 tenía una población de 468 habitantes y una densidad poblacional de 80,2 personas por km².

## Geografía
North Stanwood se encuentra ubicado en las coordenadas 48°15′22″N 122°21′1″O / 48.25611, -122.35028.

## Demografía
Según la Oficina del Censo en 2000 los ingresos medios por hogar en la localidad eran de $58.194, y los ingresos medios por familia eran $65.139. Los hombres tenían unos ingresos medios de $40.179 frente a los $35.469 para las mujeres. La renta per cápita para la localidad era de $24.128. Alrededor del 1,6% de la población estaban por debajo del umbral de pobreza.